# 영 (영화)
《영》은 1968년 공개된 대한민국의 영화이다.

## 배역
- 독고성
- 윤정희
- 허장강
- 강문
- 이예춘
- 최성호
- 김동원
- 추석양
- 성소민
- 안일력
- 황백
- 최장호
- 강계식
- 정철
- 임해림
- 윤일주
- 임동훈
- 박광진